# Demokratična arabska republika Sahara
Demokratična arabska republika Sahara (DARS) (arabsko الجمهورية العربية الصحراوية الديمقراطية) je delno priznana država, ki si lasti suvereno oblast nad celotnim ozemljem Zahodne Sahare, nekdanje španske kolonije. DARS je 27. februarja 1976 razglasila Fronta Polisario. Vlada DARS trenutno nadzoruje okrog 20% ozemlja, ki si ga lasti. To ozemlje imenuje »Osvobojena ozemlja« ali »Svobodna cona«. Ves preostali del spornega ozemlja nadzoruje Maroko v okviru svojih Južnih pokrajin. Vlada DARS ima ozemlje v rokah Maroka za »Zasedeno ozemlje«, medtem ko ima Maroko ozemlje DARS za »Blažilni pas«.

## Zgodovina
Današnje ozemlje Zahodne Sahare je bilo nekdaj španska kolonija, imenovana Rio de Oro.